# 田道間守

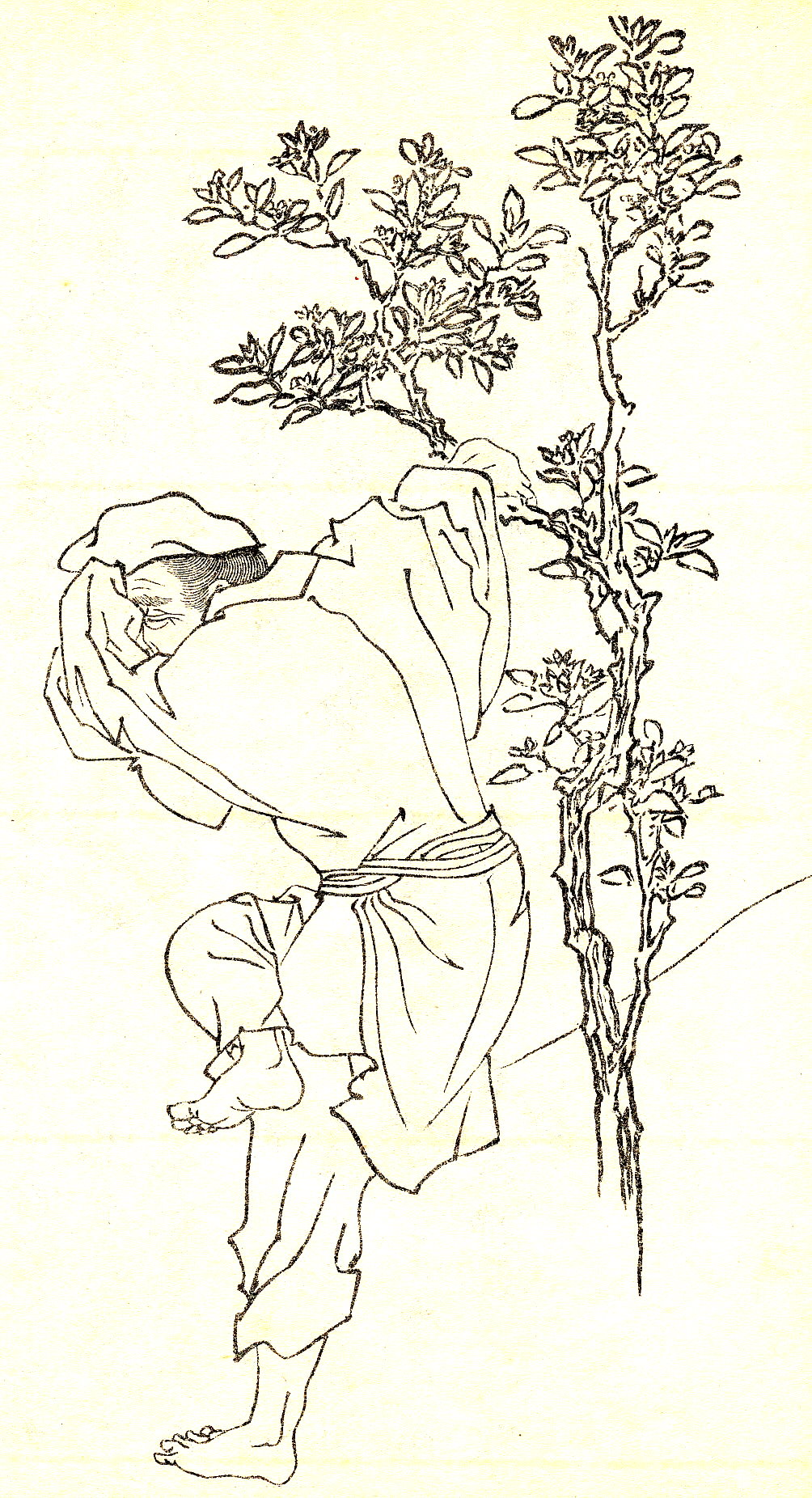
《前賢故實》所繪之田道間守

田道間守（たじまもり、たぢまもり）乃《記紀》記載之日本古代人物，《日本書紀》寫成「田道間守」，而《古事記》則記成「多遲摩毛理」、「多遲麻毛理」。相傳田道為天日槍之後裔，三宅連之祖先，現在則被視為糖果糕點的神祇。

## 概要

### 古事記之記載
按《古事記》中卷的記載，垂仁天皇派遣三宅連等之祖多遲麻毛理前往常世國，以求四時皆能放散香氣之木實。田道至常世國採擷了八枝八蔓之香果，返回時垂仁天皇已駕崩。田道將四枝四蔓獻給垂仁天皇之后，另四枝四蔓則獻置於天皇陵墓前，舉起其木實、哭泣著說：「這就是常世國之芬香四時之木實」，後來悲泣而亡。此四時皆能放散香氣之木實，今謂之橘。

### 日本書紀之記載
據《日本書紀》卷第六記載，天日槍娶但馬國出島人麻多烏（またお）為妻，二人生子但馬諸助，但馬諸助之子為但馬日楢杵，日楢杵生清彥，清彥生田道間守。垂仁天皇90年2月遣田道間守前往常世國，求非時香菓，今謂之橘。垂仁天皇99年7月1日天皇駕崩於纏向宮，翌年（景行天皇元年）3月田道間守帶著八枝八蔓的非時香菓自常世國返回。聽聞垂仁天皇駕崩，哭泣著說：「我受命前往絕域，萬里蹈浪、遥度弱水，是常世國。神仙秘境並非普通人可達，往來之間已經十年。我本來不期待可以克服山峻水瀾，幸虧有聖帝之神靈保祐，我才得以歸來。今天皇既崩，不得復命。我雖然還活著，但有什麼用呢？」田道乃面向天皇之陵，叫哭而自死，群臣聞此皆流涙也。田道間守是三宅連之始祖。

### 其他記載
《萬葉集》卷十八第4063號〈後追和橘歌二首〉描寫田道間守被派遣出去的心境、卷十八第4111號〈橘歌一首[并短歌]〉亦是以田道間守為題材。根據《新撰姓氏錄》中「右京諸蕃三宅連」及「攝津國諸蕃三宅連」等兩個條目所載，三宅連卻是天日桙命之後裔。

### 墓塚

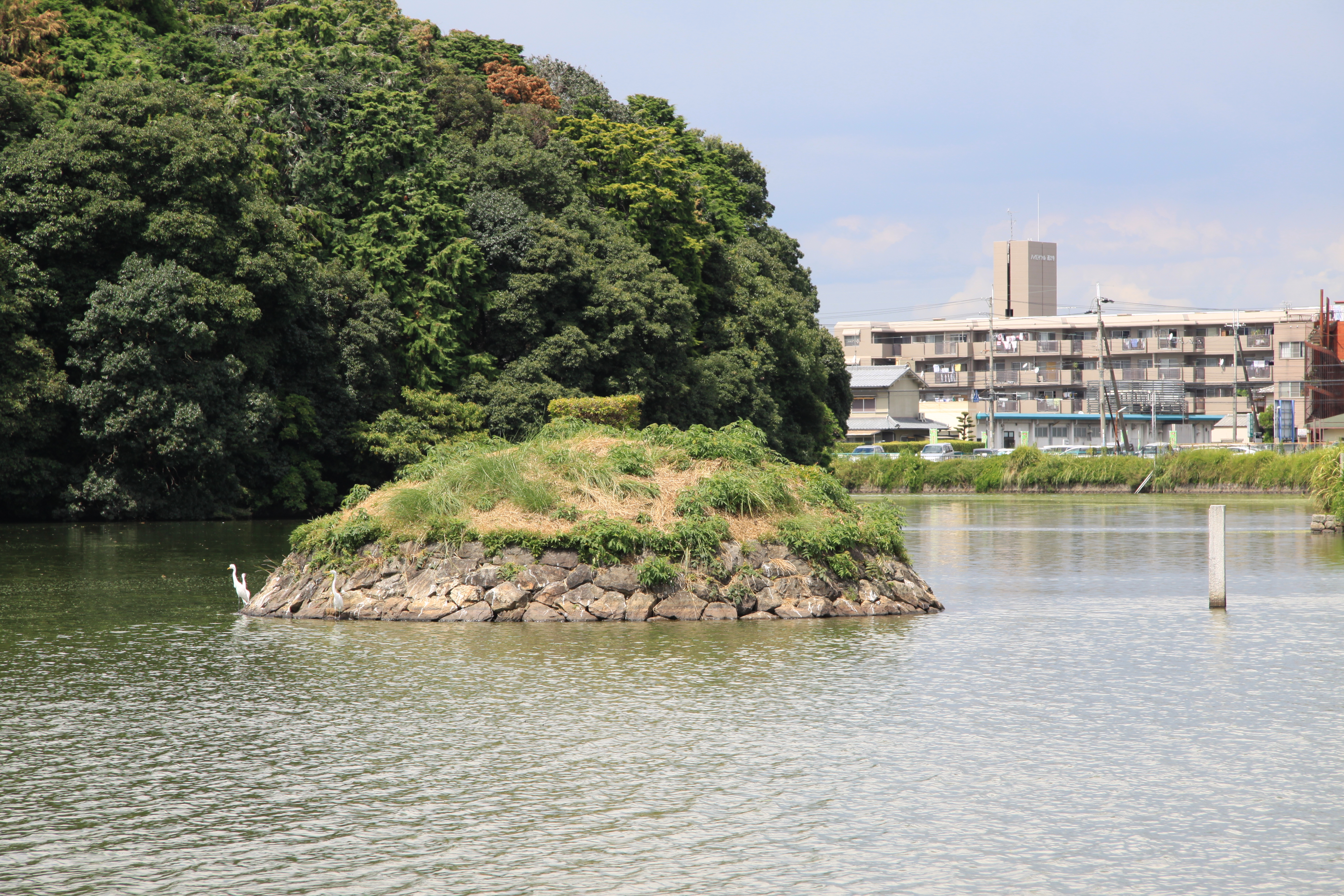
奈良縣奈良市田道間守之墓，位於垂仁天皇陵（寶來山古墳）的周濠内

《記紀》二書並未記錄田道間守葬於何處，但依據《釋日本紀》卷十（述義6）引用《天書紀》所言，景行天皇體恤田道之忠心，准予葬於垂仁天皇陵附近。後人推定田道葬於垂仁天皇陵（寶來山古墳）周濠内的小島，以「傳田道間守墓」稱之。考古學家未曾針對這座小島挖掘研究，江戶時代的山陵繪圖、明治時期的御陵圖也未見描繪此島，於是後人推測這座小島乃是明治時期擴張周濠、削平外堤時殘留下來，本屬於外堤的一部分。不過《前王廟陵記》等書卻記載，周濠南側為「橘諸兄公之塚」，也有人認為這座小島是這個原因才留下來的。後來因田道被視為糖果糕點的神祇，現在小島的對岸設有祭拜場所。

### 考證
有人認為田道間守的訓讀「たじまもり / たぢまもり」具有「但馬國之國守」之意；而且一般認為「たじまもり / たぢまもり」的發音也引出橘柑（日語訓讀為「タチバナ」）傳入日本的故事，故橘柑的訓讀應是「田道間守之花」的音訛。此外，橘柑之名稱也與大和國高市郡的橘有關，特別是三宅連專門服侍允恭天皇之女「但馬橘王女」。再者從大和國前往但馬國，途中必經攝津國豬名，此地（今兵庫縣尼崎市立花町）留下許多與橘御園相關的地名。歷史學家內藤湖南認為《魏志倭人傳》記載卑彌呼派遣大夫難升米至三國曹魏，他推定難升米即田道間守。根據《日本書紀》卷第六所載，田道間守的祖先天日槍向天皇獻上夜細珠、足高珠、鵜鹿鹿赤石珠、出石刀子、出石槍、日鏡、熊神籬、膽狹淺大刀等八樣寶物，象徵天日槍所屬之出石族向大和王權臣服；至於田道奉命前往常世國取非時香菓的故事，則象徵出石族向大和王權盡忠。

## 信仰
供奉田道間守的神社計有下列：
- 橘本神社[13]（和歌山縣海南市）
- 中嶋神社（日语：中嶋神社）（兵庫縣豐岡市）
- 吉田神社（京都府京都市）
- 伊萬里神社（日语：伊萬里神社）（佐賀縣伊萬里市）

## 內部連結
- 常世國
- 天日槍
- 大生部多

## 外部連結
- （日語）但馬国・豊岡に伝わる、お菓子の神話。菓祖 田道間守ものがたり （页面存档备份，存于）